# Kurt Tucholsky
Kurt Tucholsky (Berlim, 9 de janeiro de 1890 – Hindas, perto de Gotemburgo, 21 de dezembro de 1935) foi um jornalista, satirista e escritor alemão, poeta e autor de músicas de cabaré.